# Parafia św. Jakuba i św. Krzysztofa we Wrocławiu
Parafia Świętego Jakuba i Świętego Krzysztofa we Wrocławiu znajduje się w dekanacie Wrocław północ III (Psie Pole) w archidiecezji wrocławskiej. Jej proboszczem jest ks. Edward Leśniowski. Obsługiwana przez księży archidiecezjalnych. Erygowana w XIII wieku. 

## Obszar parafii
Parafia obejmuje ulice: Białych Goździków, Bierutowska, Czernicka, Czerwonych Maków, Dobroszycka, Farna, Gorlicka (nr. parz. 2-52, nr. nieparz. 1-55), Kiełczowska (nr. 1-49), Kłokoczycka, Krzywoustego (od nr 250), Miłostowska, Mulicka, Piwnika Ponurego, Stanety Tylna, Wójtowska, Zielna, Złotej Lilii.